# 昂格维莱 (摩泽尔省)
昂格维莱（法語：Hangviller）是法国摩泽尔省的一个市镇，属于萨尔堡区（Sarrebourg）法尔斯堡县（Phalsbourg）。该市镇总面积4.52平方公里，2009年时的人口为278人。

## 人口
昂格维莱人口变化图示